# 金武典 (企业家)
金武典（韓語：김무전，羅馬化：Kim Moo-Jeon，1982年5月6日—），韩国商人。

## 生平
1982年出生于韩国首尔，1994年开始中国留学到2004年辽宁中医药大学中医系本科毕业。
是韩中建交后来中国留学的第一代韩国人。 年仅18岁，1999年考入辽宁中医药大学。 大学时期担任学生会主席（会长），2004年中医科5年课程毕业，以"中国留学第一代"的自豪感和中国的理解度为基础，发挥着韩中之间的桥梁作用及商务活动。

## 事业
2016年携KOREAMCN与小米互娱一起通过小米直播平台上传输韩流运营服务。2016年6月9日在韩国首尔，全天互动集团与韩国CK.W集团举行了战略合作协议的签约仪式。现任CK.W集团总经理，KOREAMCN总经理，MOKGROUP副总裁，韩中贸易协会医疗产业分科委员长，韩国美容整形产业协会会长。

## 奖项
- 2016年大韩民国光芒的韩国人大奖
- 2016年第7届韩国全球捐献文化贡献（文化艺术贡献）大奖[5]